# Antonie Roodhuyzen
Antonie Roodhuyzen, geboren als Antonie Roodhuijzen, (Amsterdam, 27 januari 1859 – Den Haag, 20 november 1933) was een Nederlandse onderwijzer en politicus voor de Liberale Unie.

## Levensloop
Antonie Roodhuyzen werd geboren als een zoon van de onderwijzer Hendrik Gerhardus Roodhuyzen en Elisabeth Christina Henriëtte Dirks. Roodhuyzen was een telg uit een familie van onderwijzers. Hij begon zijn carrière als onderwijzer geschiedenis, aardrijkskunde, schrijven en oude talen aan de Hogere Burgerschool te Enkhuizen. Daarna was hij politiek overzichtschrijver van de Enkhuizer Courant.
In 1905 werd Roodhuyzen gekozen als lid van de Tweede Kamer
voor het kiesdistrict Brielle in de vacature ontstaan door het tussentijds aftreden van Gerardus Goekoop. Van 1905 tot 1914 was hij werkzaam als politiek overzichtschrijver van de Schiedamse Courant, en van 1914 tot 1933 politiek hoofdredacteur van het dagblad Het Vaderland. Van 19 december 1916 tot 1 juli 1919 was hij lid van de Provinciale Staten van Zuid-Holland.
Op 6 april 1893 te Rheden trouwde Roodhuyzen met Maria Eugenie Zigeler.

## Tweede Kamer
| Periode                                | Kiesdistrict |
| -------------------------------------- | ------------ |
| 14 februari 1905 t/m 17 september 1918 | Brielle      |

## Ridderorde
- Ridder in de Orde van de Nederlandse Leeuw, 31 augustus 1913